# Ernest Solvay
Ernest Gaston Joseph Solvay (n. 16 aprilie 1838, Rebecq-Rognon⁠(d), Valonia, Belgia – d. 26 mai 1922, Elsene, Comunitatea Francofonă din Belgia⁠(d), Belgia) a fost un chimist belgian care a descoperit în 1870 „procedeul Solvay”, care constă în producerea sodei de rufe (carbonatul de sodiu) la scară industrială, având la bază amoniacul, cel mai folosit procedeu în prezent pentru obținerea sodei de rufe.